# Heinrich Johann Nepomuk von Crantz
Heinrich Johann Nepomuk Edler von Crantz (auch Cranz; * 25. November 1722 in Roodt bei Simmern in Luxemburg; † 18. Januar 1797 in Zeiring auf seinem Eisenbergwerk  bei Judenburg in der Steiermark) war ein österreichischer Mediziner und Botaniker. Sein offizielles botanisches Autorenkürzel lautet „Crantz“. Crantz gilt als der Begründer der modernen Balneologie.

## Leben und Wirken
Crantz promovierte an der Universität Wien im Jahre 1750 nach dem Studium bei Gerard van Swieten (1700–1772). Er spezialisierte sich frühzeitig auf dem Gebiet der Geburtshilfe. Zu diesem Zweck bildete er sich durch Reisen nach Paris und London. Dabei schulte er sich bei Nicolas Puzos (1686–1753) und André Levret (1703–1780).
Im Jahr 1752 wurde er als erster Lehrer der Geburtshilfe an der Universität Wien angestellt. Mit seinen verbesserten Kenntnissen führte er in Österreich die Schulung der Geburtshilfe durch Unterricht am Spital von St. Marx ein. Crantz verbesserte die Hebammenausbildung und entwickelte eine Verbesserung der Levret’schen Geburtszange. Nach dem Ableben von Melchior Störck (1721–1756) im Jahre 1756 übernahm er dessen Lehrstuhl und lehrte Physiologie und Materia medica bis 1774.
Neben seinen medizinischen Studien beschäftigte er sich mit botanischen Fragen sowie mit Problemen der Heilbäder, wobei er das erste Buch 1777 über Heilbäder in der Habsburger Monarchie verfasste, in dem er 500 Heilbäder beschrieb.

## Ehrungen und Mitgliedschaften
Als Mediziner wird er in der Wiener Universität auf der Ehrentafel der medizinischen Fakultät angeführt:

„Heinrich Johann Nepomuk Frh. v. CRANZ (1722–1797) Arzt, Physiologie, Botanik“

Die Gattungen Crantzia Scop. aus der Familie der Gesneriengewächse (Gesneriaceae) und Crantziola F.Muell. aus der Familie der Doldenblütler (Apiaceae) ist nach ihm benannt. Am 21. Oktober 1754 wurde er mit dem akademischen Beinamen Clidemus II. zum Mitglied (Matrikel-Nr. 593) der Leopoldina gewählt.

## Schriften

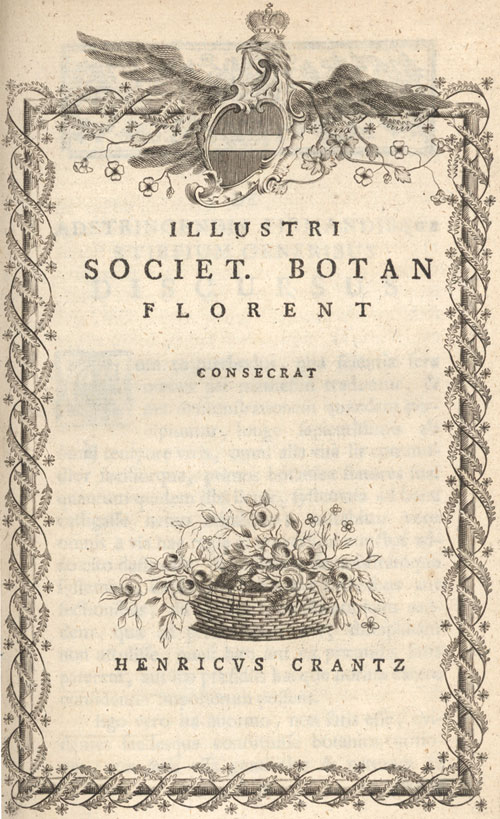
Widmungsblatt von Crantz’ botanischer Schrift Classis cruciformium…, 1769

- Commentarius de rupto in partus doloribus a foetu utero. Wien 1756.
- Einleitung in eine wahre und gegründete Hebammenkunst. 1756.
- Materia medica et chirurgica juxta systema naturae digesta. 3 Bände. Wien 1762, 1765 Digitalisierte Ausgabe der Universitäts- und Landesbibliothek Düsseldorf Bd. 1–3, 1779.
- Stirpium Austriacarum fasciculus. 3 Teile. Wien 1762–1767.
- Institutiones botanicae. 1765.
- Institutiones rei herbariae. 1766.
- Classis Umbelliferarum emendata… 1767.
- Primarum linearum institutionum botanicarum clarissimi […] editio altera. 2. Auflage, 1767.
- De duabus draconis arboribus botanicarum… 1768.
- Classis Cruciformium emendata… Leipzig 1769.
- De aquis medicatis principatus Transsylvaniae. 1773
- Gesundbrunnen der österreichischen Monarchie. Wien 1777.
- Medicinisch-chirurgische Arzneimittellehre. Wien 1785.